# Americas Rugby Championship 2018
Americas Rugby Championship 2018 – trzecia edycja Americas Rugby Championship, stworzonego przez World Rugby turnieju dla reprezentacji narodowych obu Ameryk mającego za zadanie podniesienie jakości rugby na tym kontynencie, a ósma ogółem. Odbyła się systemem kołowym z udziałem sześciu reprezentacji w dniach 27 stycznia – 3 marca 2018 roku.
Sześć uczestniczących zespołów rywalizowało systemem kołowym w ciągu pięciu weekendów pomiędzy 3 lutego a 4 marca 2017 roku. Zwycięzca meczu zyskiwał cztery punkty, za remis przysługiwały dwa punkty, porażka nie była punktowana, a zdobycie przynajmniej czterech przyłożeń lub przegrana nie więcej niż siedmioma punktami premiowana była natomiast punktem bonusowym. Gospodarzem meczu w poszczególnych parach był zespół, który w poprzedniej edycji rozgrywał spotkanie na wyjeździe. W połowie grudnia 2017 roku ogłoszono harmonogram rozgrywek oraz wyznaczono sędziów zawodów. Wszystkie spotkania były emitowane na żywo przez stacje z grupy ESPN, były również transmitowane w Internecie. Pierwszy mecz stanowił także część ostatniej fazy amerykańskich kwalifikacji do Pucharu Świata 2019.
Z kompletem zwycięstw w turnieju triumfowali reprezentanci Stanów Zjednoczonych broniąc tym samym tytułu sprzed roku. Najwięcej punktów w zawodach zdobył Amerykanin Will Magie, trzech zawodników zdobyło zaś po trzy przyłożenia.
Na sierpień tegoż roku zaplanowane do rozegrania zostały także rozgrywki dla znajdujących się niżej w rankingu zespołów, które otrzymały następnie nazwę Americas Rugby Challenge.

## Tabela

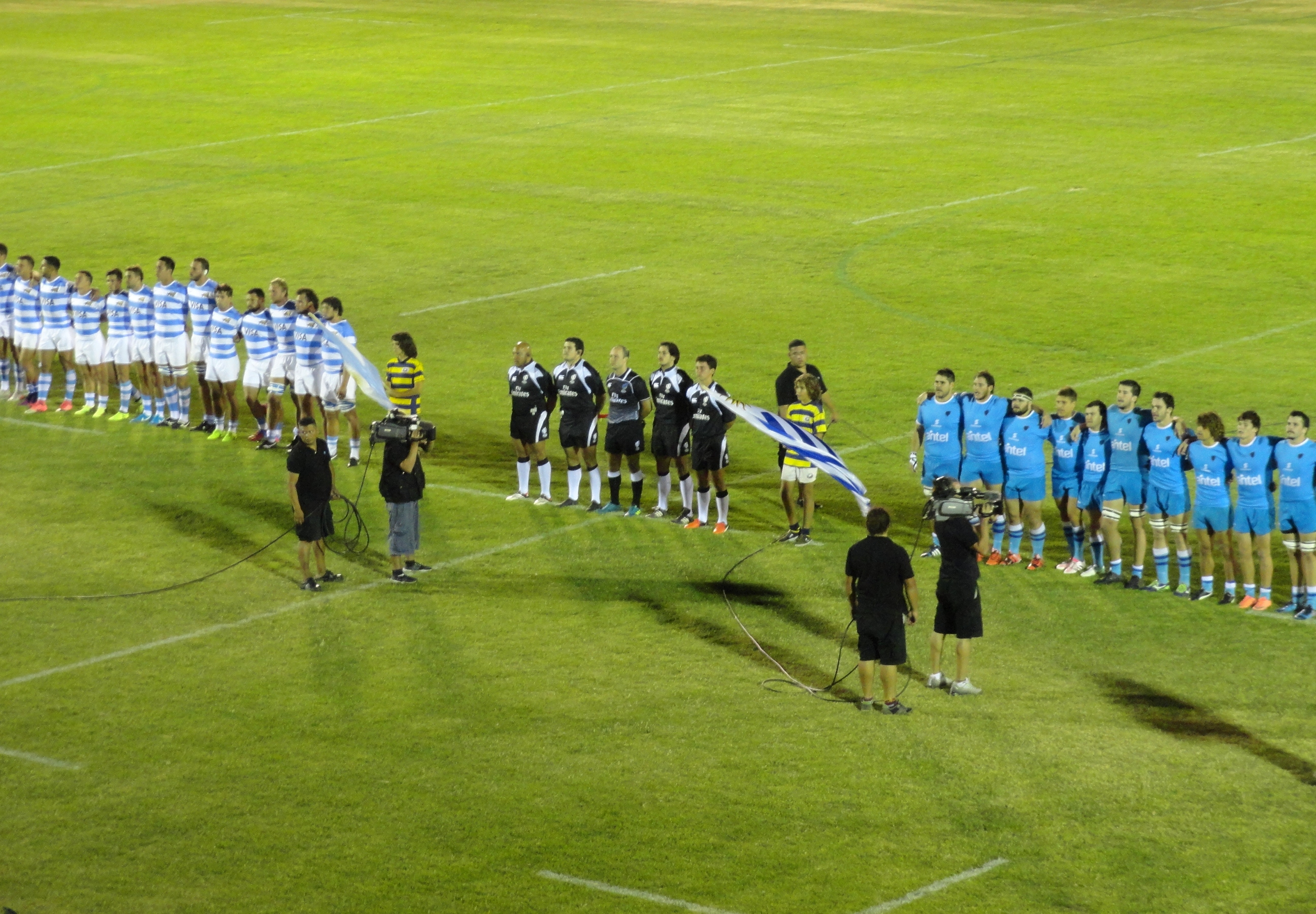
Hymny przed meczem Urugwaj–Argentyna

## Mecze

### Tydzień 1
| 27 stycznia 201817:10 | Kanada | 29:38(17:21) | Urugwaj | BC Place, Vancouver Widzów: 16132 Sędzia: Andrew Brace |
| 27 stycznia 201817:10 |        | 29:38(17:21) |         | BC Place, Vancouver Widzów: 16132 Sędzia: Andrew Brace |

| 3 lutego 201815:10 | Chile | 14:16(17:10) | Brazylia | Estadio Municipal de La Pintana, Santiago Sędzia: Pablo Deluca |
| 3 lutego 201815:10 |       | 14:16(17:10) |          | Estadio Municipal de La Pintana, Santiago Sędzia: Pablo Deluca |

### Tydzień 2
| 9 lutego 201820:10 | Brazylia | 18:27(18:3) | Urugwaj | Estádio do Pacaembu, São Paulo Sędzia: Federico Anselmi |
| 9 lutego 201820:10 |          | 18:27(18:3) |         | Estádio do Pacaembu, São Paulo Sędzia: Federico Anselmi |

| 10 lutego 201817:40 | Argentyna | 57:12(24:5) | Chile | Estadio Agustín Pichot, Ushuaia Sędzia: Joaquín Montes |
| 10 lutego 201817:40 |           | 57:12(24:5) |       | Estadio Agustín Pichot, Ushuaia Sędzia: Joaquín Montes |

| 10 lutego 201815:10 | Stany Zjednoczone | 29:10(14:7) | Kanada | Papa Murphy's Park, Sacramento Sędzia: Francisco González |
| 10 lutego 201815:10 |                   | 29:10(14:7) |        | Papa Murphy's Park, Sacramento Sędzia: Francisco González |

### Tydzień 3
| 17 lutego 201814:05 | Stany Zjednoczone | 45:13(10:3) | Chile | Titan Stadium, Fullerton Sędzia: Chris Assmus |
| 17 lutego 201814:05 |                   | 45:13(10:3) |       | Titan Stadium, Fullerton Sędzia: Chris Assmus |

| 17 lutego 201821:15 | Urugwaj | 17:34(12:15) | Argentyna | Estadio Domingo Burgueño Miguel, Maldonado Sędzia: Henrique Platais |
| 17 lutego 201821:15 |         | 17:34(12:15) |           | Estadio Domingo Burgueño Miguel, Maldonado Sędzia: Henrique Platais |

| 17 lutego 201818:40 | Kanada | 45:5(26:0) | Brazylia | Westhills Stadium, Langford Sędzia: Kurt Weaver |
| 17 lutego 201818:40 |        | 45:5(26:0) |          | Westhills Stadium, Langford Sędzia: Kurt Weaver |

### Tydzień 4
| 24 lutego 201815:10 | Chile | 15:67(8:27) | Urugwaj | Estadio Municipal de La Pintana, Santiago Sędzia: Henrique Platais |
| 24 lutego 201815:10 |       | 15:67(8:27) |         | Estadio Municipal de La Pintana, Santiago Sędzia: Henrique Platais |

| 24 lutego 201817:40 | Brazylia | 16:45(10:26) | Stany Zjednoczone | Estádio Martins Pereira, São José dos Campos Sędzia: Francisco González |
| 24 lutego 201817:40 |          | 16:45(10:26) |                   | Estádio Martins Pereira, São José dos Campos Sędzia: Francisco González |

| 24 lutego 201820:10 | Argentyna | 40:15(19:8) | Kanada | Estadio 23 de Agosto, Jujuy Sędzia: Joaquín Montes |
| 24 lutego 201820:10 |           | 40:15(19:8) |        | Estadio 23 de Agosto, Jujuy Sędzia: Joaquín Montes |

### Tydzień 5
| 3 marca 201815:40 | Urugwaj | 19:61(0:40) | Stany Zjednoczone | Estadio Charrúa, Montevideo Sędzia: Federico Anselmi |
| 3 marca 201815:40 |         | 19:61(0:40) |                   | Estadio Charrúa, Montevideo Sędzia: Federico Anselmi |

| 3 marca 201813:10 | Chile | 17:33(3:22) | Kanada | Estadio Municipal de La Pintana, Santiago Sędzia: Pablo Deluca |
| 3 marca 201813:10 |       | 17:33(3:22) |        | Estadio Municipal de La Pintana, Santiago Sędzia: Pablo Deluca |

| 3 marca 201818:10 | Brazylia | 8:28(8:14) | Argentyna | Estádio Martins Pereira, São José dos Campos Widzów: 1193 Sędzia: Francisco González |
| 3 marca 201818:10 |          | 8:28(8:14) |           | Estádio Martins Pereira, São José dos Campos Widzów: 1193 Sędzia: Francisco González |